# Doris Leuthard
Doris Leuthard (Merenschwand, Argóvia, 10 de abril de 1963) é uma política e advogada suíça. Foi membro do Conselho Federal Suíço entre 1 de agosto de 2006 e 31 de dezembro de 2018, no qual liderava o Departamento Federal dos Assuntos Económicos (cargo equivalente a ministra da Economia). Foi eleita presidente da Confederação Suíça para os anos anuais de 2010 e 2017. Leuthard foi membro do Conselho Nacional (a câmara baixa do parlamento suíço, a Assembleia Federal) de 1999 a 2006 e presidente do Partido Democrata Cristão (CVP/PDC) de centro-direita, entre 2004 e 2006.
Uma pequena crise diplomática ocorreu com a Alemanha em 2017, quando um nacional suíço suspeito de espionagem em nome de seu governo foi preso. Berlim reage acreditando "inacreditável" que o governo suíço se engajou em atos de espionagem contra as autoridades fiscais alemãs, em seguida, investigando exilados fiscais na Suíça, e convoca o embaixador.